# Marek Sobczak
Marek Sobczak (ur. 7 kwietnia 1963 w Suwałkach) – polski malarz, grafik, rysownik. Brał udział w ponad dwustu wystawach indywidualnych, grupowych i zbiorowych.

## Życiorys
W latach 1984–1990 studiował na wydziale Malarstwa, Grafiki i Rzeźby w Państwowej Wyższej Szkole Sztuk Plastycznych w Poznaniu. Dyplom z malarstwa, cykl „Rosjanie”, obronił w pracowni prof. Jana Świtki. W 2012 roku obronił doktorat, „Egipt, ukryte granice” (promotor prof. Mariusz Woszczyński) na Wydziale Malarstwa Akademii Sztuk Pięknych w Warszawie. Współtwórca intermedialnej grupy SDS. W latach 1991–1994 założył i prowadził galerię Chłodna 20 w Suwałkach. Był kuratorem wystaw m.in.: Edwarda Dwurnika, Eugeniusza Markowskiego, Isabeli Lleó Castells, Leszka Knaflewskiego, Jana Świtki i Piotra C. Kowalskiego.
W 1990 roku otrzymał osiemnastomiesięczne stypendium Ministerstwa Kultury i Sztuki, stypendysta ZAiKS (w latach: 2011 i 2013). W 2006 otrzymał drugą nagrodę podczas Warszawskiego Festiwalu Sztuk Pięknych, w 2013 doroczną nagrodę Miasta Suwałki, a w 2018 Brązowy Medal „Zasłużony Kulturze Gloria Artis”. W latach 1994–2000 pracował w Gazecie Wyborczej w Warszawie, w 2000–2003 w tygodniku Wprost, od 2003 roku pracuje w tygodniku Polityka.
Publikował ilustracje i artykuły w Krajobrazach, Tygodniku Północnym, Gazecie Wyborczej, Wproście, Polityce oraz Pomocniku Historycznym Polityki. 

## Poezja
- Milczenie Andrieja Rublowa, Wydawnictwo „Z Bliska”, Gołdap 1999, ISBN 83-904731-5-1.
- Kondotier, Wydawnictwo „Z Bliska”, Gołdap 2001, ISBN 83-914581-4-81.

## Antologie poezji
- Zbigniew Fałtynowicz, Gdzie Jeziora Syte Przestrzenią Obłoków. Suwalszczyzna w poezji. Antologia, Wydawnictwo Hańcza, Suwałki 1998, ISBN 83-87415-04-9.
- Zbigniew Fałtynowicz, Mirosław Słapik, Piękna Góra: antologia wierszy, Wydawnictwo „Z Bliska”, Gołdap 1999, ISBN 83-904731-4-3.

## Cykle malarskie
- Rosjanie.
- Wieża Babel.
- Żydzi.
- Kain.
- Portrety trumienne.
- Egipt.
- P.
- PRL Suwałki

## Prace w zbiorach
- Muzeum Historii Żydów Polskich POLIN w Warszawie[1].
- Biuro Wystaw Artystycznych w Olsztynie.
- Muzeum Okręgowe w Suwałkach.
- Nukus Museum of Arts, Savitsky Collection, Karakalpak.
- Muzeum Sztuki Współczesnej im. Siergieja Diagilewa w Sankt Petersburgu.
- Oraz w kolekcjach prywatnych w Polsce, Niemczech, Francji, Rosji, Rumunii, Szwecji, Wielkiej Brytanii, USA, na Litwie i w Egipcie.

## Dokumentacja artystyczna
- Centrum Sztuki Współczesnej, Zamek Ujazdowski w Warszawie.
- Muzeum Narodowe w Krakowie.
- Instytut Sztuki Polskiej Akademii Nauk w Warszawie.
- Muzeum Okręgowe w Suwałkach.
- Biblioteka Uniwersytetu Artystycznego w Poznaniu.
- Biblioteka Akademii Sztuk Pięknych w Warszawie.
- Biblioteka Kongresu w Waszyngtonie.
- Bibliothèque Kandinsky-Centre Pompidou w Paryżu.
- Istambul Modern w Stambule.
- Hunt Museum w Limerick.

## Wystawy indywidualne (wybór)
- 2015 – Egipt i poematy, galeria APS, Warszawa (katalog).
- 2013 – 50/50, Suwalski Ośrodek Kultury, Suwałki (katalog).
- 2013 – Egipt, Muzeum im. Marii Konopnickiej, Oddział Muzeum Okręgowego, Suwałki (katalog).
- 2013 – Egipt, Galeria im. Sleńdzińskich, Białystok (katalog).
- 2012 – Egipt, Galeria Promocyjna, Warszawa (katalog).
- 2010 – Wieża Babel, Centrum im. Ludwika Zamenhofa, Białystok.
- 2010 – Malarstwo w Łomży, Galeria Pod Arkadami, Łomża (katalog).
- 2008 – Malarstwo w Olsztynie, Galeria Marszałkowska, Olsztyn.
- 2008 – Malarstwo w Nidzicy, galeria Pod Belką, Zamek-Nidzica (katalog).
- 2008 – Malarstwo, w Tarnowie, BWA Galeria Miejska, Tarnów (katalog).
- 2007 – Malarstwo, galeria K2, Gołdap (katalog).
- 2007 – Malarstwo, galeria Test, Warszawa (katalog). Patronat prezydenta miasta Suwałk: Józefa Gajewskiego.
- 1995 – Malarstwo, galeria GI, Zielona Góra.
- 1994 – Portrety Trumienne, galeria BWA, Suwałki (katalog).
- 1994 – Malarstwo, Galeria Promocyjna, Warszawa (katalog).
- 1992 – Malarstwo, galeria Chłodna 20, Suwałki (katalog).
- 1992 – Malarstwo, galeria BWA, Leszno.
- 1992 – Malarstwo, galeria Ewy Polony, Poznań (katalog).
- 1990 – Dyplom „Rosjanie”, galeria Wielka 19, Poznań.

## Wystawy zbiorowe (wybór)
- 2013 – Salon letni, Galeria Promocyjna, Warszawa.
- 2012 – III Baltic Biennale „Archipelago Baltia”, galeria Rizzordi Art Foundation, Sankt Petersburg, Rosja.
- 2012 – Nowe Otwarcie, wystawa zamykająca obchody 100-lecia ZPAP, galeria DAP, Warszawa (katalog).
- 2007 – 13 Vilniaus Tapybos Trienale „Dialogai” (13 Vilnius Painting Triennial „Dialogues”), Centrum Sztuki Współczesnej ŠMC, Wilno, Litwa (katalog).
- 2006 – Expressions Polonaises, Galerie Maison 44, Bazylea, Szwajcaria (katalog). Patronat Janusza Niesyto, ambasadora RP w Szwajcarii.
- 2006 – International Watercolour Exhibition „Baltic Bridges”, National Museum of M. K. Čiurlionis, Kowno, Litwa (katalog).
- 2006 – Warszawa w Berlinie (Warschau in Berlin), Kommunale Galerie, Berlin, Niemcy (katalog). Patronat: Prezydent Miasta Stołecznego Warszawy, Burmistrz Miasta Berlina, Kancelaria Senatu Miasta Berlina, Wydział Współpracy Zagranicznej i Miast Partnerskich Berlina, Ambasada RP w Berlinie.
- 2006 – 5e Biennale Européenne d’Art Contemporain. Tabou Or Not Tabou, Edinburgh Sculpture Workshop, Edynburg, Szkocja.
- 2006 – Warszawa w Sofii, Narodowe Centrum Wystaw Sztuki Współczesnej, Sofia, Bułgaria (katalog).
- 2006 – Nowa Ekspresja. 20 Lat. (Skarbek, Nitka, Grzyb, Minciel, Sobczak) Biuro Wystaw Artystycznych, Olsztyn (katalog).
- 2005 – Polen Kommt. 12 Maler aus Polen, Rok Polski w Niemczech, Stadthaus, Bonn, Niemcy (katalog).
- 2005 – Culture at a Crosing, Farum Kulturhus, Kulturhuset, Farum, Dania.
- 2005 – Warszawa w Ułan Bator, Art Gallery, Ułan Bator, Mongolia (katalog).
- 2004 – Warszawa w Kijowie, Centralny Dom Artysty Plastyka, Galeria Narodowego Związku Artystów Plastyków Ukrainy, Kijów, Ukraina (katalog).
- 2004 – Warszawa w Wilnie, galeria Arka, Wilno, Litwa (katalog).
- 2000 – Polnische Illustratoren, 52 Targi Książki, Frankfurt, Niemcy.
- 2000 – Książka 2000, galeria Domu Artysty Plastyka, Warszawa (katalog).